# Thomas Langmann
Thomas Langmann, född 24 maj 1971 i Paris, är en fransk skådespelare och filmproducent.
Langmann är kanske mest känd för att ha producerat filmen The Artist från 2011, för vilken han erhöll en Oscar för bästa film vid Oscarsgalan 2012.